# 粕谷秀樹
粕谷 秀樹（かすや ひでき 1958年3月25日 - ）は、日本のサッカー解説者、サッカージャーナリスト。雑誌編集者。東京都出身。

## 来歴
「週刊サッカーダイジェスト」副編集長、「ワールドサッカーダイジェスト」（WSD）初代編集長・スーパーバイザーを経て、2001年日本スポーツ企画出版社を退社。翌2002年にはかつてのライバル誌であった「週刊サッカーマガジン」・「ワールドサッカーマガジン」（ベースボール・マガジン社）のテクニカルアドバイザーに就任。2006年までは「粕谷秀樹責任編集」と銘打ったムック本を出版していた。
また、WSD編集長時代の1993年ごろからから海外サッカーの解説者としても活躍。かつてはジャンルカ・トト・富樫（富樫洋一）と共にスカパー!のセリエA中継のブレーンであったが、
2011年現在は自らの得意分野であるプレミアリーグと、UEFAチャンピオンズリーグのみを担当している。　2006年11月よりスポニチ運営の スポニチワールドサッカープラス にてブログを執筆している。
2008年にはマンチェスター・ユナイテッドのファンであることも公言している。本人いわくジョージ・ベストを見て以来のユナイテッドファンとのこと。

## 著書
※すべて「粕谷秀樹責任編集」、ベースボール・マガジン社から出版
- サッカーのある街 ロンドン　2005年6月刊　ISBN 4-583-61334-2
- サッカーのある街2 マンチェスター＆リバプール　2005年8月刊　ISBN 4-583-61340-7
- チャンピオンズリーグへの招待　2005年9月刊　ISBN 4-583-61343-1
- ワールドサッカーシステム「解体新書」　2005年11月刊 ISBN 4-583-61356-3
- ENGLAND 復権　2006年2月刊　ISBN 4-583-61370-9

## 出演番組
- Foot!（J SPORTS）レギュラーコメンテーター（02/03、05/06シーズン　2012/13年度以後もセミレギュラーとして、金曜日にイングランドサッカーについての特集に出演）
- ヨーロピアンキングス
- MUTV
- SKY Sports→J Sportsサッカー中継（解説者）[1]
- ABEMA・プレミアリーグ中継（解説者）[2]

## 関連事項
- 倉敷保雄
- 西岡明彦
- 金子達仁、戸塚啓（サッカーダイジェスト時代の部下）